# Pseudolimnophila fusca
Pseudolimnophila fusca är en tvåvingeart som först beskrevs av Enrico Adelelmo Brunetti 1918.  Pseudolimnophila fusca ingår i släktet Pseudolimnophila och familjen småharkrankar. Inga underarter finns listade i Catalogue of Life.